# Бецель, Клеменс
Клеменс Бетцель (нем. Clemens Betzel; 9 июля 1895 — 27 марта 1945) — немецкий военачальник, генерал-лейтенант вермахта, командующий 4-й танковой дивизией во время Второй мировой войны. Кавалер Рыцарского креста Железного креста с Дубовыми листьями, высшего ордена нацистской Германии. Погиб 27 марта 1945 года в Данциге во время наступления советских войск в ходе Восточно-Померанской наступательной операции.

## Награды
- Железный крест (1914) 2-го и 1-го класса (Королевство Пруссия)
- Почётный крест ветерана войны с мечами (1934)
- Медаль «В память 13 марта 1938 года»
- Медаль «В память 1 октября 1938 года»
- Железный крест (1939) 2-го класса (24 сентября 1939)
- Железный крест (1939) 1-го класса (11 октября 1939)
- Нагрудный знак «За участие в общих штурмовых атаках» (7 февраля 1942)
- Медаль «За зимнюю кампанию на Востоке 1941/42» (19 августа 1942)
- Немецкий крест в золоте (11 марта 1943)
- Рыцарский крест Железного креста с дубовыми листьями
  - рыцарский крест (5 сентября 1944)
  - дубовые листья (11 марта 1945)
- Упомянут в Вермахтберихте (3 ноября 1944)